# Listă de muzicieni sârbi
Aceasta este o listă de muzicieni sârbi:

## Muzicieni
- Ernest Ačkun, clarinetist, de origine slovenă
- Đorđe Balašević
- Isidor Bajić
- Radmila Bakočević
- Petar Bergamo
- Stanislav Binički
- Dejan Bogdanović
- Dušan Bogdanović
- Emina Jahović
- Maja Bogdanović
- Vukašin Brajić
- Bruno Brun
- Biserka Cvejić
- Miroslav Čangalović
- Izudin Čavrković
- Oskar Danon
- Dejan Despić
- Uroš Dojčinović
- Denise Djokic
- Philippe Djokic
- Zoran Erić
- Marija Gluvakov
- Duško Gojković
- Dragutin Gostuški
- Stevan Hristić
- Miroslav Ilić
- Ivan Jevtić
- Petar Konjović
- Petar Krstić
- Emir Kusturica
- Radomir Mihailović Točak
- Rade Lacković
- Alex Lifeson
- Ljubica Marić
- Stefan Milenković
- Miloš Mihajlović
- Božidar Milošević
- Milan Mladenović
- Vasilije Mokranjac
- Marko Nešić (n. 1872)
- Marko Nešić (n. 1976)
- Olivera Vojna Nešić
- Jasmina Novokmet
- Aleksandar Obradović
- Tatjana Olujić
- Alexander Petrovich (Alex The Yeti Bones)
- Usnija Redžepova
- Miloš Raičković
- Josif Runjanin
- Marija Šerifović
- Verica Šerifović
- Kornelije Stanković
- Kornelije Kovač
- Margita Stefanović
- Milenko Stefanović
- Sanja Stijačić
- Jovan Šajnović
- Miroslav Tadić
- Marko Tajčević
- Vladimir Tošić
- Sabrina Vlashkalic
- Mihajlo Vukdragović
- Milan Stanković
- Svetlana Stević Vukosavljević
- Alexander Zonjic
- Živojin Zdravković
- Bojan Zulfikarpašić

## Compozitori
- Andrej Aćin
- Bratislav Bata Anastasijević
- Nenad Antanasijević
- Slavka Atanasijević
- Isidor Bajić
- Petar Bergamo
- Stanislav Binički
- Dušan Bogdanović
- Vojkan Borisavljević
- Oskar Danon
- Dejan Despić
- Zoran Erić
- Ludmila Frajt
- Aleksandra Kovač
- Kornelije Kovač
- Kristina Kovač
- Aleksandar Simić
- Petar Stojanović
- Rudolf Brucci, de origine croată

## Cântăreți
- Seka Aleksić
- Luke Black
- Miroslav Ilić (n. 1950), cântăreț de folk
- Miki Jevremović
- David Bižić, cântăreț de opera
- Zdravko Čolić (n. 1951), cântăreț de pop, foarte popular în fosta Iugoslavie. De origine bosniac
- Đorđe Balašević, cântăreț de pop-rock
- Rodoljub Roki Vulović

## Cântărețe
- Sandra Afrika (Sandra Prodanović)
- Seka Aleksić
- Anabela (cântăreață)
- Edita Aradinović
- Snežana Babić
- Sonja Bakić
- Radmila Bakočević
- Izolda Barudžija
- Ana Bekuta
- Nataša Bekvalac
- Tijana Bogićević
- Sanja Bogosavljević
- Teodora Bojović
- Mia Borisavljević
- Nevena Božović
- Lepa Brena
- Zorica Brunclik
- Dara Bubamara
- Ceca (cântăreață)
- Milena Ćeranić
- Tijana Dapčević
- Slađa Delibašić
- Suzana Dinić
- Snežana Đurišić
- Luna Đogani
- Bebi Dol (Dragana Todorović)
- Jelena Karleuša
- Suzana Mančić
- Dragana Mirković
- Goga Sekulić
- Marija Šerifović
- Bojana Stamenov
- Fahreta Živojinović, cunoscut ca Lepa Brena, cântăreață de pop-folk, foarte populară în fosta Iugoslavie. De origine bosniacă

## Vezi și
- Listă de muzicieni iugoslavi
- Listă de muzicieni români